# ǃ
Der alveolare Klick (ǃ) ist ein Zeichen des lateinischen Schriftsystems. In Unicode ist es enthalten als:
- U+01C3 latin small letter retroflex click im Block Lateinisch, erweitert-B.

Das Zeichen wird zur Darstellung des (post)alveolaren Klicks im Internationalen Phonetischen Alphabet verwendet. Der Buchstabe sieht aus wie ein Ausrufezeichen (!).